# Jamy Franco
Jamy Amarilis Franco Núñez (Santa Rosa de Lima, 1º luglio 1991) è un'ex marciatrice guatemalteca.

## Biografia
Figlia della marciatrice Evelyn Núñez, che ha fatto il suo debutto ai Giochi olimpici a Pechino 2008, a 37 anni; Franco nel 2005 a 14 anni ha vinto il campionato panamericano juniores. Nel 2011 partecipa al suo primo Mondiale a Taegu e vince la medaglia d'oro ai Giochi panamericani di Guadalajara, davanti alla connazionale Mirna Ortíz, stabilendo un duplice successo per il Guatemala che è entrato nella storia. L'anno successivo ha preso parte, a quattro anni dal debutto della madre, ai Giochi olimpici di Londra 2012, finendo oltre la ventesima posizione.
È sposata al marciatore olimpico Jaime Quiyuch.

## Palmarès
| Anno | Manifestazione                   | Sede                | Evento         | Risultato | Prestazione | Note |
| ---- | -------------------------------- | ------------------- | -------------- | --------- | ----------- | ---- |
| 2005 | Campionati panamericani juniores | Windsor             | Marcia 10 km   | Oro       | 49'37"      |      |
| 2006 | Campionati CAC juniores          | Port of Spain       | Marcia 4 km    | Oro       | 20'24"68    |      |
| 2007 | Mondiali allievi                 | Ostrava             | Marcia 5000 m  | 11ª       | 23'47"40    |      |
| 2009 | Campionati centroamericani       | Città del Guatemala | Marcia 10000 m | Bronzo    | 49'53"75    |      |
| 2009 | Campionati CAC                   | L'Avana             | Marcia 10 km   | 5ª        | 51'19"      |      |
| 2011 | Mondiali                         | Taegu               | Marcia 20 km   | 16ª       | 1h34'36"    |      |
| 2011 | Giochi panamericani              | Guadalajara         | Marcia 20 km   | Oro       | 1h32'38"    |      |
| 2012 | Giochi olimpici                  | Londra              | Marcia 20 km   | 28ª       | 1h33'18"    |      |